# In dulci jubilo
In dulci jubilo is een 14e-eeuws kerstlied. De tekst wordt toegeschreven aan de Duitse mysticus Heinrich Seuse en het jaar van ontstaan is waarschijnlijk 1328.
Kenmerkend aan het lied is de ongewone afwisseling van Latijn en middeleeuws Duits, in vakkringen van taalkundigen wel macaronisme genoemd. Uit de kringen van de Devotio Moderna zijn ook Nederlands-Latijnse varianten bekend, onder meer polyfone composities uit handschriften van de vijftiende eeuw.
|  |                                 |
|  | In dulci jubilo (download·info) |

## Tekst en vertaling
| 1. In dulci jubilo Nun singet und seid froh! Unsers Herzens Wonne Liegt in praesipio, Und leuchtet wie die Sonne Matris in gremio, Alpha es et O! | 1. In zoete vreugde Zingt nu en wees blij! De vreugde van ons hart ligt in de kribbe, en straalt als de zon in moeders schoot, U bent alfa en omega (het begin en het einde: alles)! |
| 2. O Jesu parvule Nach dir ist mir so weh! Tröst mir mein Gemüte O puer optime Durch alle deine Güte O princeps gloriae. Trahe me post te!        | 2. O tere Jezus Ik verlang zo naar U! Troost mijn gemoed O, beste der jongelingen Door al Uw goedheid O prins van de glorie. Breng me bij U!                                         |
| 3. O Patris caritas! O Nati lenitas! Wir wären all verloren Per nostra crimina So hat er uns erworben Caelorum gaudia Eia, wären wir da!          | 3. O liefde van de Vader! O zachtmoedigheid van de Zoon! We zouden allen verloren zijn Door onze zonden Maar hij heeft voor ons verdiend De vreugde van de hemel Waren we daar maar! |
| 4. Ubi sunt gaudia Nirgend mehr denn da! Da die Engel singen Novi cantica, Und die Schellen klingen In regis curia. Eia, wären wir da!            | 4. Er is nergens meer vreugde dan daar! Waar de engelen nieuwe liederen zingen, en de bellen klinken in het hof van de Koning. Waren we daar maar!                                   |

## Bewerkingen
Tot de componisten en musici die dit lied bewerkt hebben, behoren
- Leonhard Paminger (1495-1567)
- Bartholomäus Gesius (1562-1613)
- Michael Praetorius (1571-1621)
- Dietrich Buxtehude (1637-1707)
- Georg Philipp Telemann (1681-1767): Kerstcantate Die Hirten bei der Krippe zu Bethlehem, TWV 1:797. Eerste deel, koraal, 2de en 3de strofe van het lied
- Johann Michael Bach (1648-1694)
- Johann Sebastian Bach (1685-1750): BWV 368, 608 en 751
- Philip Hayes (1738-1797)
- Robert Lucas de Pearsall (1795-1856)
- Franz Liszt (1811-1886): Die Hirten an der Krippe, deel uit Weinachtsbaum, S.185a/186, LW A267 (1873)
- Cristian Gentilini
- Mike Oldfield (1953- ), uit november 1975 (zijn uitvoering stond in april 1976 op Hilversum 3 in zowel de Nederlandse Top 40 als de Nationale Hitparade en de op Hemelvaartsdag 27 mei 1976 gestarte TROS Europarade)
- Christoph Lahme (1968- )
- Joseph Gentry Stephens (1972- )
- The Swingle Singers: Bach hits back (1991), Engelse vertaling en arrangement van BWV 368
- Karl Jenkins (1944-)

## NPO Radio 2 Top 2000
| Nummer met noteringen in de NPO Radio 2 Top 2000 | '99 | '00 | '01  | '02  | '03  | '04  | '05  | '06  | '07  | '08  | '09  | '10  | '11  | '12  | '13  |
| ------------------------------------------------ | --- | --- | ---- | ---- | ---- | ---- | ---- | ---- | ---- | ---- | ---- | ---- | ---- | ---- | ---- |
| In dulci jubilo (Mike Oldfield)                  | 833 | 956 | 1133 | 1044 | 1492 | 1340 | 1388 | 1385 | 1891 | 1462 | 1691 | 1663 | 1875 | 1773 | 1952 |

1. ↑  Een vetgedrukt getal geeft de hoogste notering aan.
2. ↑  Deze tabel is bijgewerkt tot en met de laatste editie (2024).

- Bibliothèque nationale de France: cb14022593t (data)
- Gemeinsame Normdatei: 7512891-3
- MusicBrainz work: 8a253fe4-f4fb-3681-8b24-a0ce7ce183a4